# Доброглед
Доброгле́д (болг. Доброглед) — село у Варненській області Болгарії. Входить до складу общини Аксаково.

## Населення
За даними перепису населення 2011 року у селі проживала 281 особа.
Національний склад населення села:
| Національність   | Кількість осіб | Відсоток |
| ---------------- | -------------- | -------- |
| болгари          | 233            | 97,9%    |
| турки            | 4              | 1,7%     |
| Всього відповіли | 238            |          |

Розподіл населення за віком у 2011 році:
Динаміка населення: